# 교통부 야구단
교통부 야구단은 1959년부터 1963년까지 존재했던 실업 야구단이다.

## 주요 선수
- 김성근
- 정두영